# 天樽增九
雙子座63，又名BD+21 1602，HD 58728、SAO 79403、HR 2846，是雙子座的一颗恒星，视星等为5.22，位于銀經197.23，銀緯17.3，其B1900.0坐标为赤經7h 21m 48.2s，赤緯+21° 17.3′ 59″。